# Árpád Érsek
Árpád Érsek (ur. 22 czerwca 1958 w Bratysławie) – słowacki polityk i przedsiębiorca węgierskiego pochodzenia, poseł do Rady Narodowej, w latach 2016–2020 minister transportu, robót publicznych i rozwoju regionalnego.

## Życiorys
Ukończył studia na wydziale wychowania fizycznego i sportu Uniwersytetu Komeńskiego w Bratysławie. Do 1986 pracował na macierzystej uczelni, następnie był trenerem szermierki w kadrze narodowej. Prowadził również własną działalność gospodarczą.
Zaangażował się w działalność polityczną w ramach ugrupowania Most-Híd, dołączając do władz krajowych tego ugrupowania. Od 2010 do 2012 pełnił funkcję sekretarza stanu w resorcie transportu, robót publicznych i rozwoju regionalnego. W wyborach w 2012 uzyskał mandat deputowanego. W 2016 z powodzeniem ubiegał się o reelekcję, po czym powrócił na stanowisko sekretarza stanu w tym samym resorcie.
31 sierpnia 2016 objął urząd ministra transportu, robót publicznych i rozwoju regionalnego w koalicyjnym trzecim rządzie Roberta Ficy. Pozostał na tym stanowisku również w utworzonym 22 marca 2018 gabinecie Petera Pellegriniego. Zakończył urzędowanie w marcu 2020.